# Yucca treculeana
Yucca treculeana là một loài thực vật có hoa trong họ Măng tây. Loài này được Carrière miêu tả khoa học đầu tiên năm 1858.

## Hình ảnh

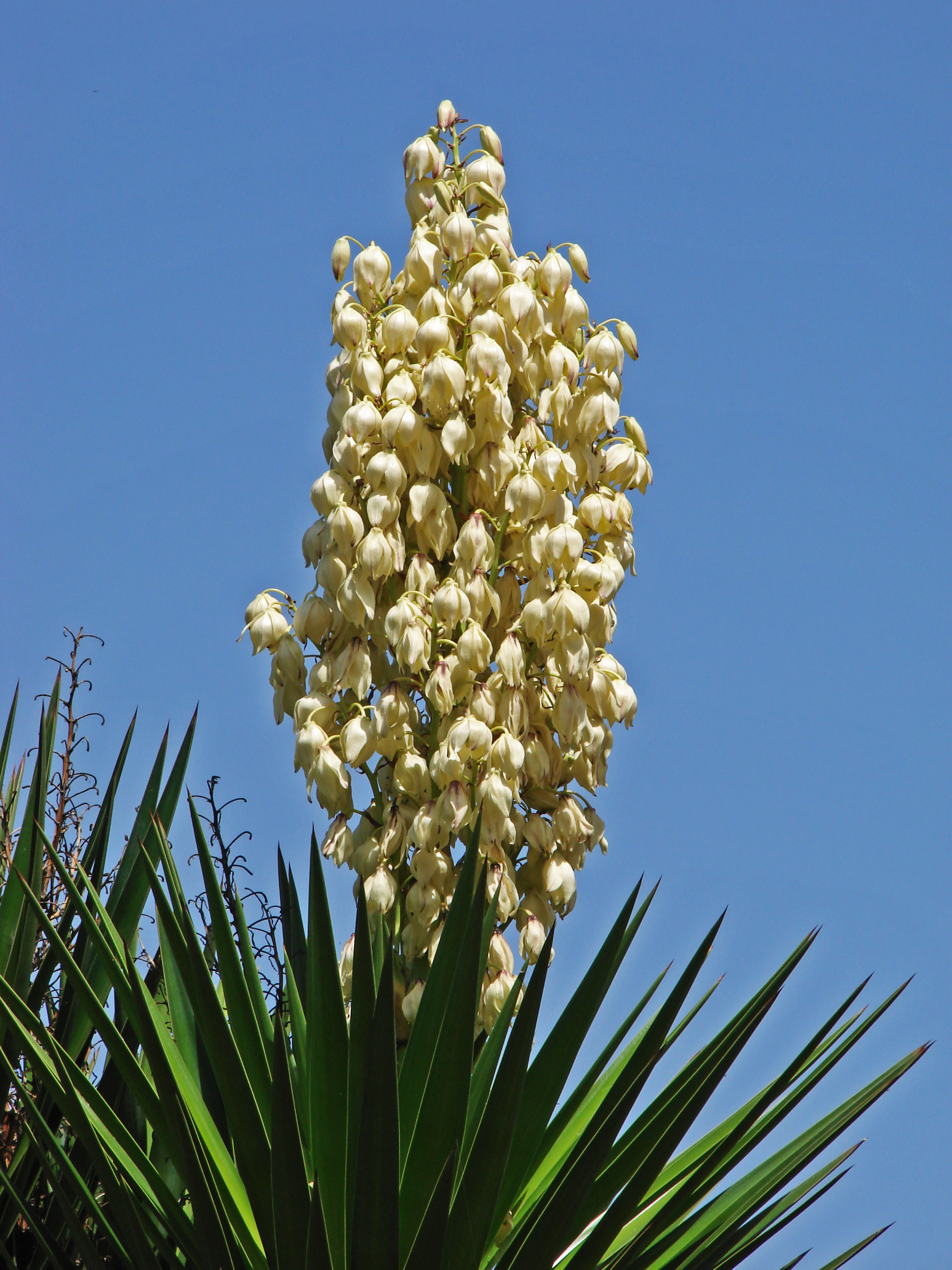
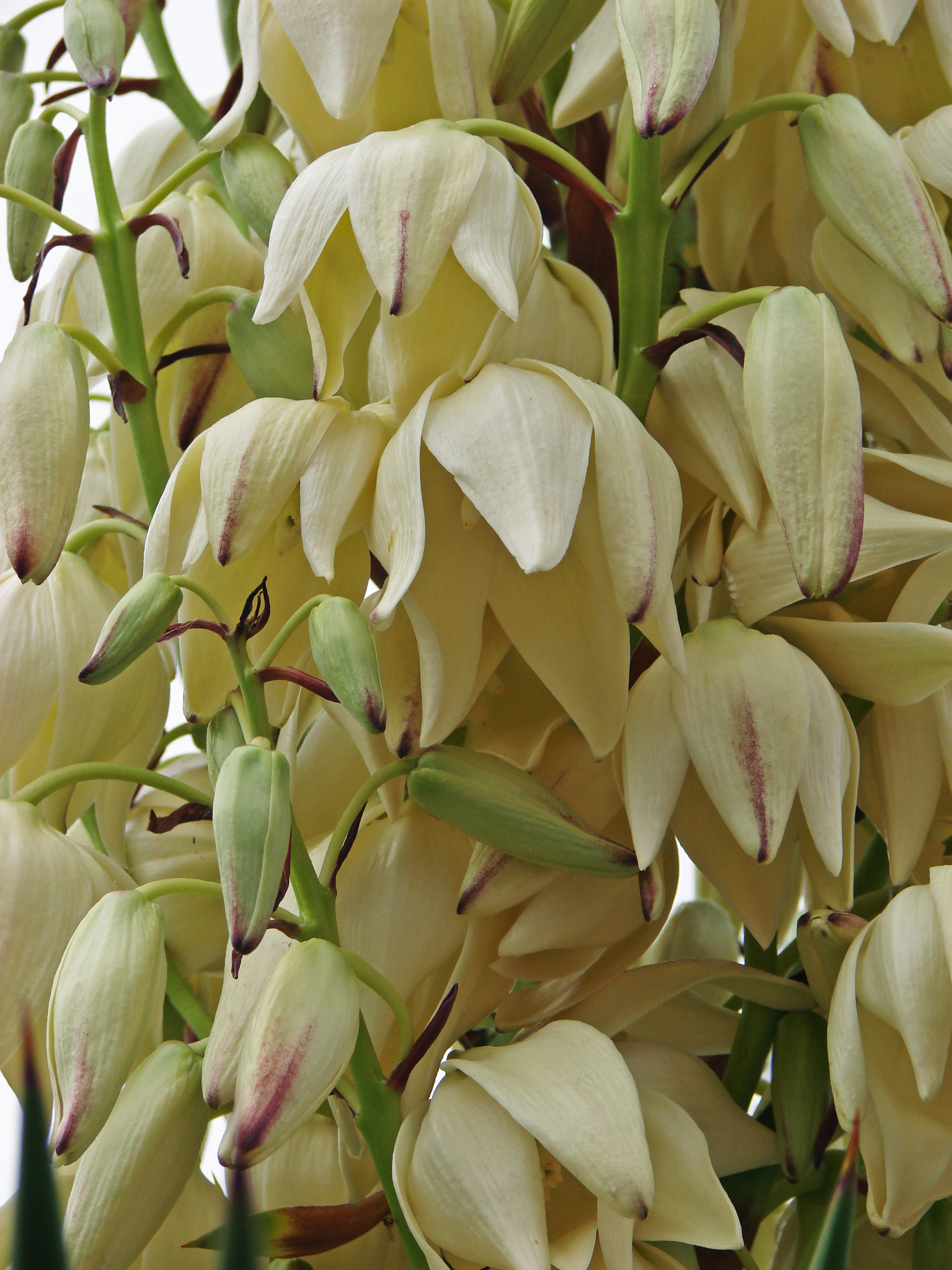
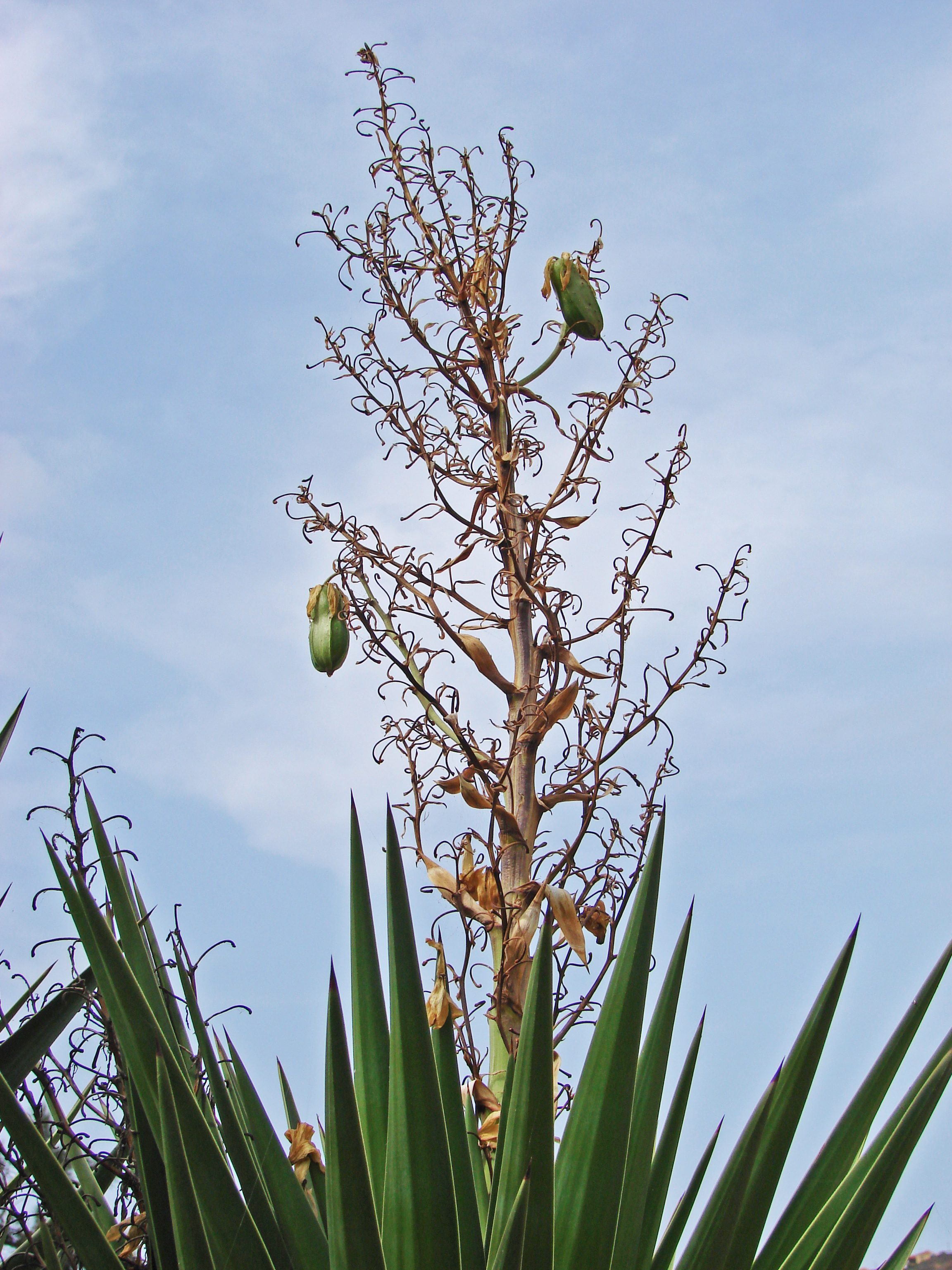
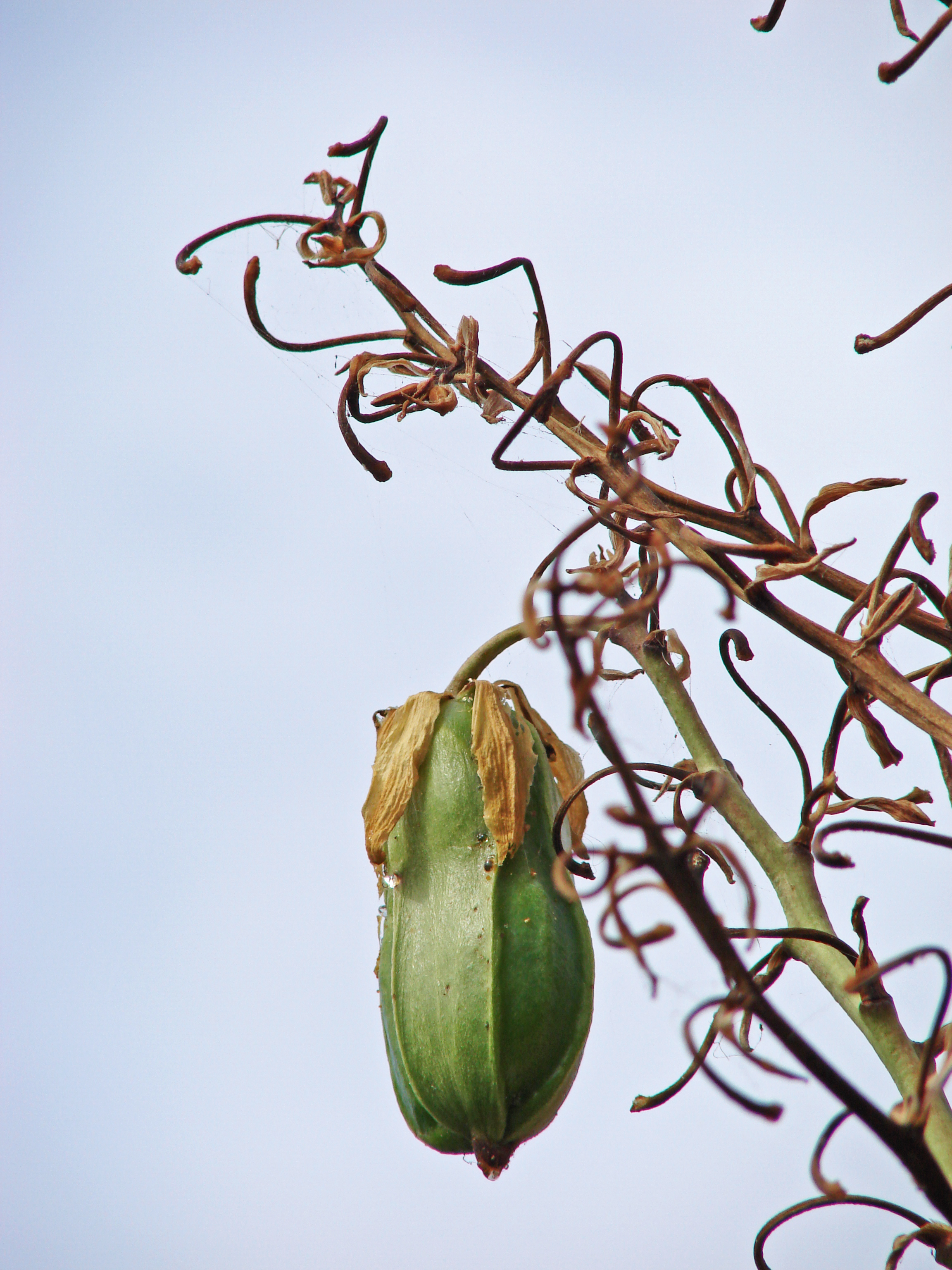